# جاكية
جاك فروت أو الكاكايا أو الجاكا أو الجاكية أو الجاكويرا أو خبزية متغايرة الاوراق أو الفنس في سلطنة عمان (الاسم العلمي: Artocarpus heterophyllus) هي نوع من النباتات يتبع جنس الخبزية من الفصيلة التوتية.
هي أكبر شجرة تحمل فاكهة في العالم[بحاجة لمصدر] ،يصل وزنها إلى 36 كيلوغرام. إنها ثمرة ضخمة، شوكية وبيضاوية يعتقد أنها كانت أول شجرة نامية في الغابات الهندية المطيرة. أكبر إنتاجها يحدث في المناخ الاستوائي أو القريب من الاستوائي. لون الثمرة من الخارج أخضر أو أصفر عندما تنضج، والداخل يتألف من بصيلة صفراء صالحة للأكل. نكهتها تشبه خليط من الموز والمانجو والاناناس داخلها بذور ناعمة، بيضاوية، لونها بني خفيف. حتى البذور هي من أفضل أجزاء الثمرة، ففيها قيمة غذائية عالية.[بحاجة لمصدر] يمكن تمييز أنواع الكاكايا حسب خصائص لب الثمرة.
تحتوي هذه الثمرة على الإيسوفلافون، مضادات الأكسدة، والمغذيات النباتية، كما تحتوي على خصائص تحارب السرطان.[بحاجة لمصدر] يقال أن[من؟] جذور الكاكايا جيدة في علاج عدد من المشكلات الجلدية.[بحاجة لمصدر] الكاكايا أكبر فاكهة في العالم.

## الموطن
الموطن الأصلي لشجرة الكاكايا هي آسيا؛ إذ تنمو في الهند وإندونيسيا وسريلانكا وبنغلاديش وأرخبيل الملايو. لكنها وجدت أيضا في مستعمرات أبعد في الكاريبي؛ كجامايكا وترينيداد وتوباغو. لذا فهي متأثرة بخط الإستواء في السنوات الماضية، تم توطينها في بعض البلدان العربية خاصة مناطق؛ جازان في المملكة العربية السعودية والكفرة في ليبيا وفي محافظة ظفار في سلطنة عمان.

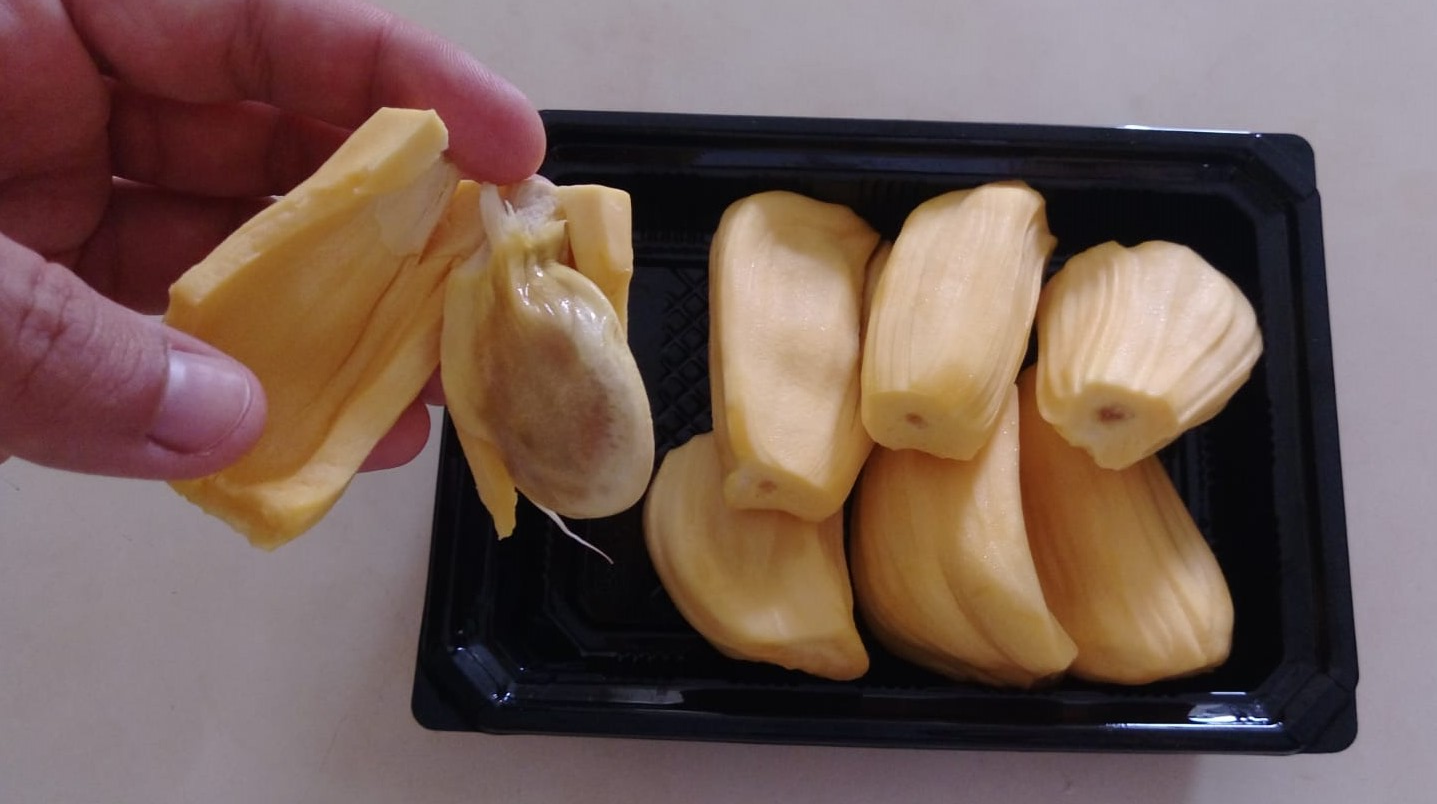
ثمار الجاكية، وتظهر البذرة أيضاً

## معرض صور

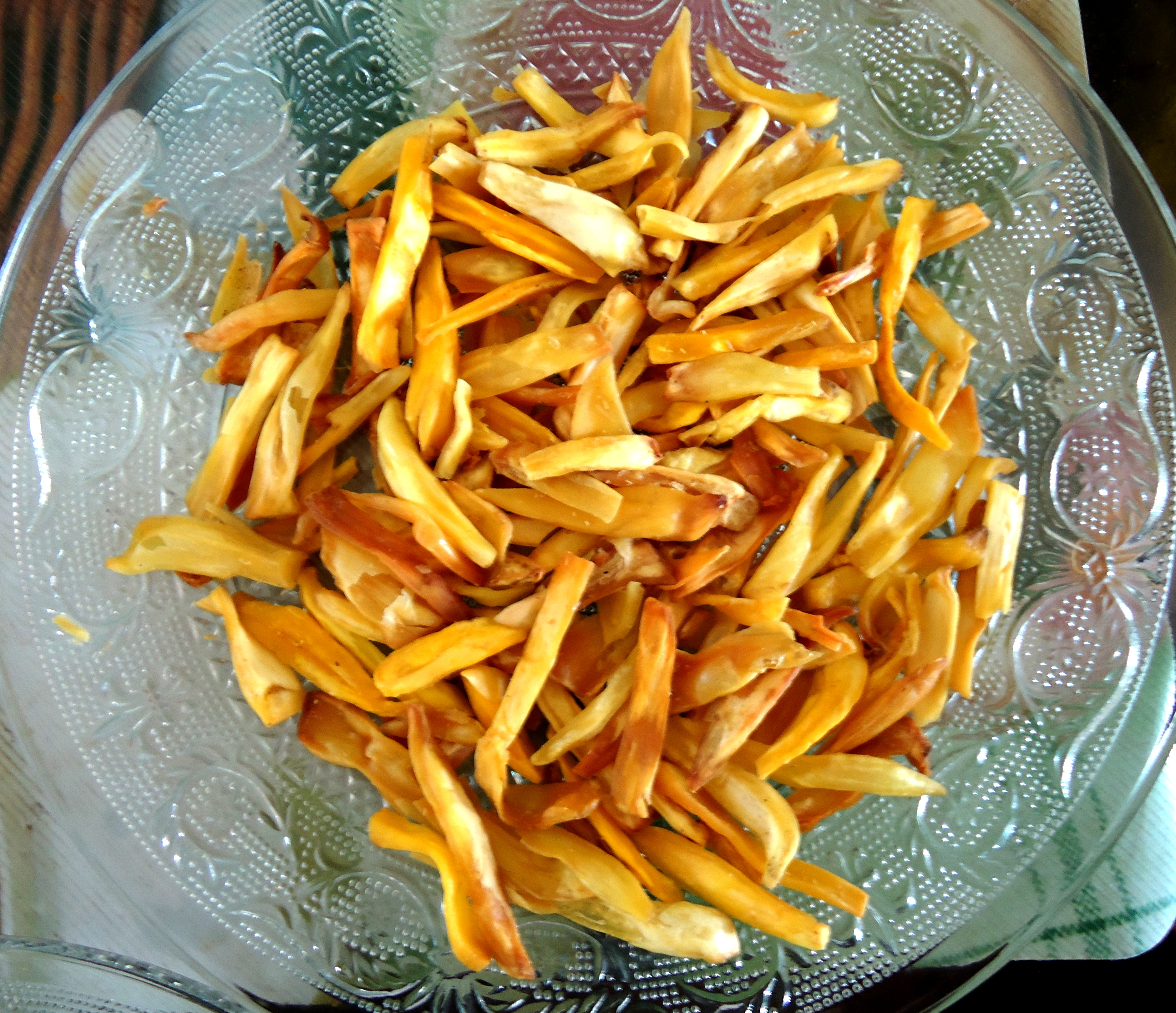
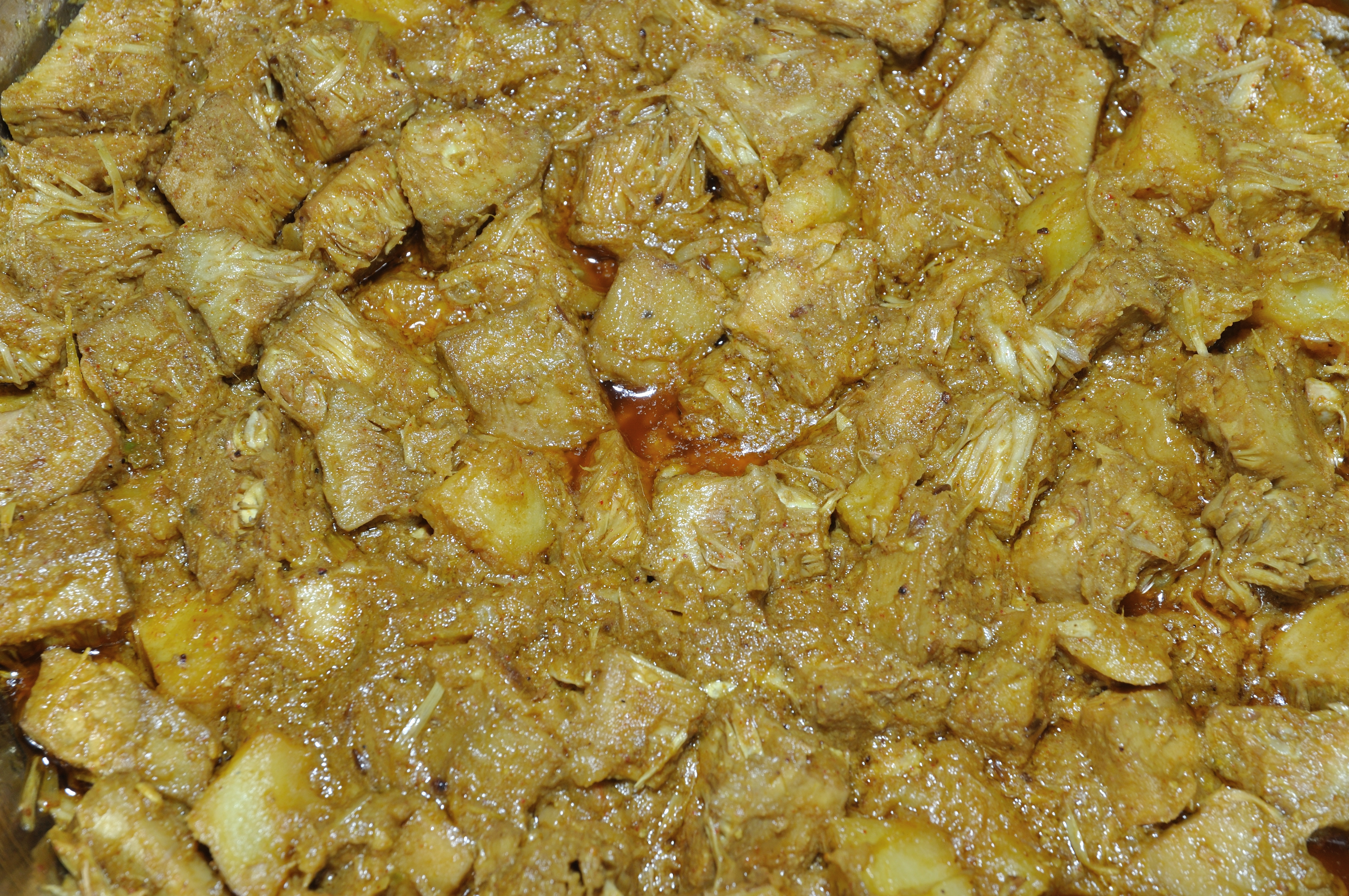
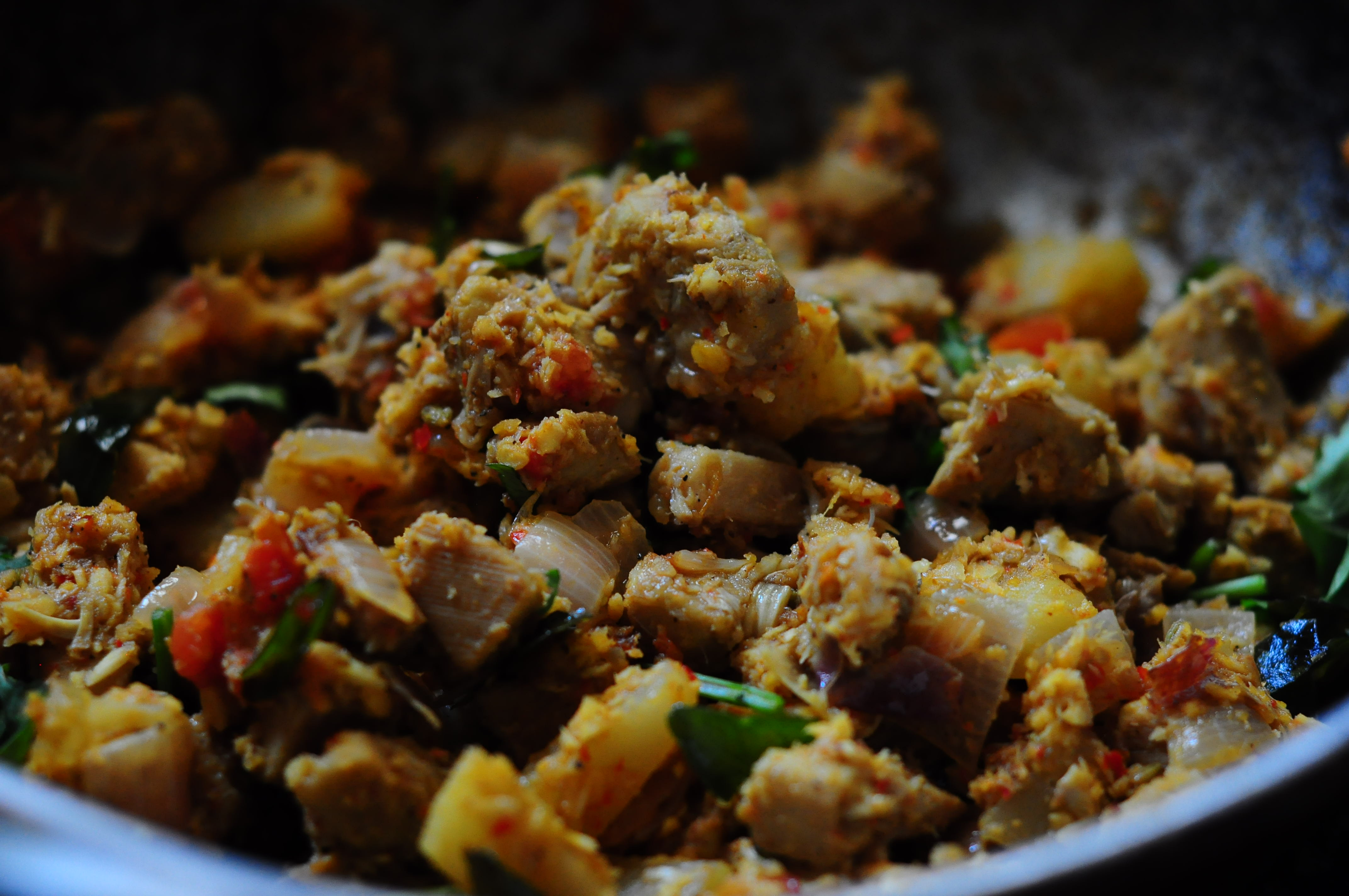
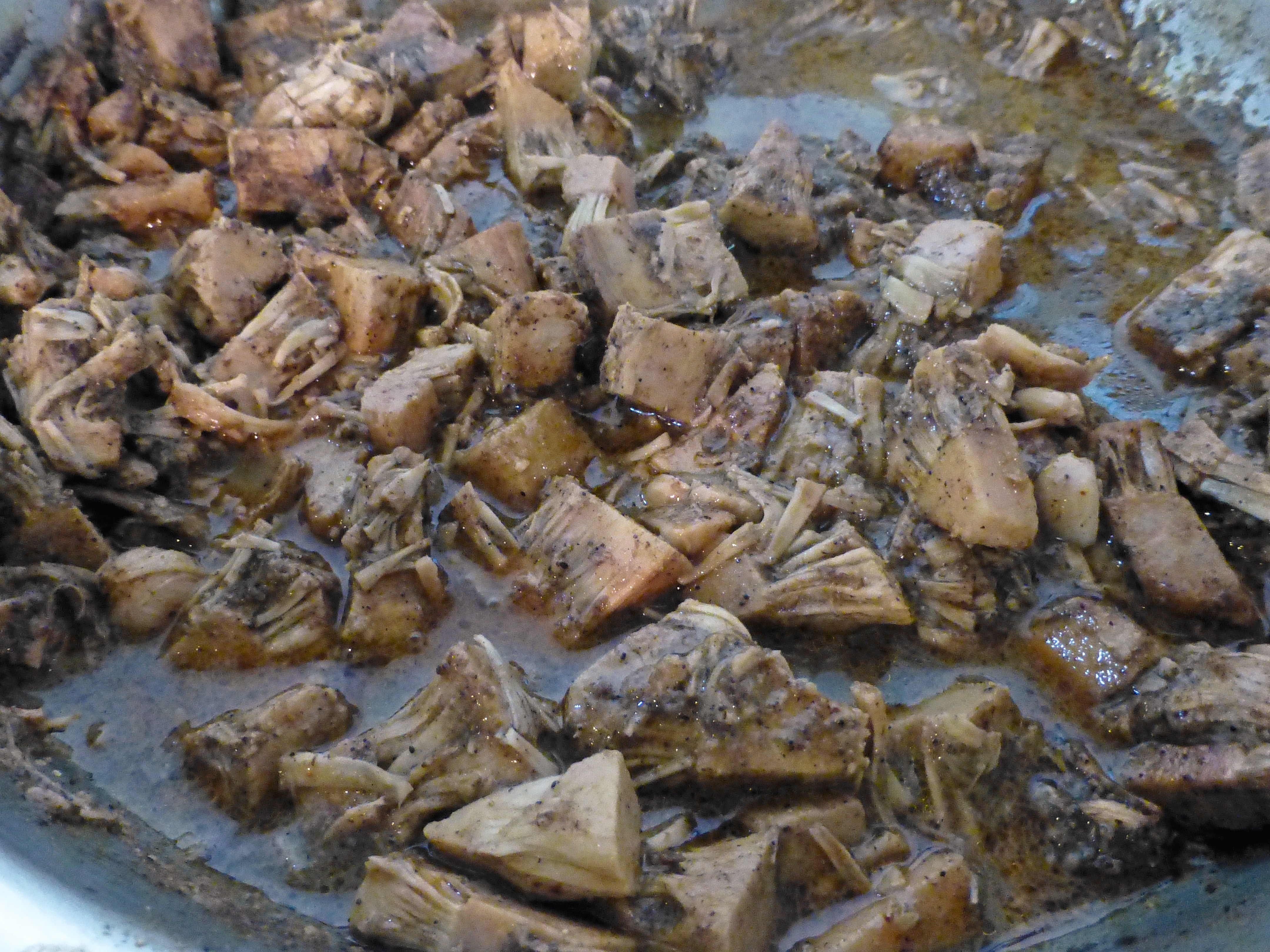

## الوصلات الخارجية
- Artocarpus heterophillus